# Butler (Kentucky)
Butler és una població dels Estats Units a l'estat de Kentucky. Segons el cens del 2000 tenia 613 habitants.

## Demografia
Segons el cens del 2000, Butler tenia 613 habitants, 237 habitatges, i 164 famílies. La densitat de població era de 1.029 habitants/km².
Dels 237 habitatges en un 43,9% hi vivien nens de menys de 18 anys, en un 46,4% hi vivien parelles casades, en un 16% dones solteres, i en un 30,4% no eren unitats familiars. En el 23,6% dels habitatges hi vivien persones soles el 5,9% de les quals corresponia a persones de 65 anys o més que vivien soles. El nombre mitjà de persones vivint en cada habitatge era de 2,52 i el nombre mitjà de persones que vivien en cada família era de 2,97.
Per edats la població es repartia de la següent manera: un 31% tenia menys de 18 anys, un 11,4% entre 18 i 24, un 33,9% entre 25 i 44, un 15,2% de 45 a 60 i un 8,5% 65 anys o més.
L'edat mediana era de 29 anys. Per cada 100 dones de 18 o més anys hi havia 85,5 homes.
La renda mediana per habitatge era de 34.286 $ i la renda mediana per família de 37.946 $. Els homes tenien una renda mediana de 27.396 $ mentre que les dones 22.250 $. La renda per capita de la població era de 14.751 $. Entorn del 14,5% de les famílies i el 15,9% de la població estaven per davall del llindar de pobresa.

## Poblacions més properes
El següent diagrama mostra les poblacions més properes.